# Louis Courtinat
Pour les articles homonymes, voir Courtinat.
Louis Courtinat, né le 7 février 1908 à Neuilly-le-Réal (Allier) et mort le 27 novembre 1992 à Besançon, est un corniste français. Il était cor solo à l'Orchestre national de France de 1935 à 1960 créé par Désiré-Émile Inghelbrecht.

## Biographie
Louis Courtinat débute la musique dans la fanfare du village de Neuilly-le-Réal  dirigée par son père, au saxhorn alto en mi bémol. En 1925, il entre à l'école de musique de Moulins, où pour gagner sa vie, il travaille chez un architecte pendant un an. Il obtient son 1er Prix de cor à Moulins.
Il eut la chance, habitant près de Vichy, de rencontrer les musiciens faisant la saison au Casino, dont les célèbres Jean-Marie Maxime-Alphonse, cor Solo à l'Opéra Comique et aux concerts Pasdeloup, et Edouard Vuillermoz, soliste de l'Orchestre de la Société des concerts du Conservatoire.
En 1926, il est admis au Conservatoire de Paris, premier admis sur 26 candidats. Il obtient le deuxième  prix en 1929 dans la classe de Fernand Reine et le premier Prix en 1932, après un congé en 1930-1931 pour son service militaire.
Pendant ce temps, il fait avec l'Orchestre symphonique de Paris des tournées en France et à l'étranger, ce qui était rare à l'époque. Ayant entendu des orchestres étrangers - notamment en Allemagne - il admire l'aisance et la sécurité des cornistes et les possibilités offertes par leurs instruments.
Il est membre des orchestres des cinémas Paramount et Gaumont-Palace, du théâtre Marigny, du théâtre du Chatelet pendant 4 ans et fait la saison de Vichy.
Il entre comme 4ème cor à l'Orchestre national de France créé et dirigé par Désiré-Émile Inghelbrecht en 1934, puis devient cor solo en 1935 en remplacement de Robert Blot nommé à l'Opéra. Il tient la place pendant 26 ans jusqu'en octobre 1960. Il jouera sous la baguette des plus grands chefs: Ansermet, Monteux, Beecham, Bernstein, Klemperer, Boulez, Britten, Richard Strauss, Stravinsky, etc. Il fut le premier corniste français à jouer un cor de type allemand dès 1931. En 1934, le pupitre de l'Orchestre National adopta cet instrument, ce qui souleva pendant de longues années de vives polémiques. Vers 1950, il devint Président de l'Orchestre National.
Il est le créateur et animateur du Quintette à vent de l'Orchestre national de la Radiodiffusion Française composé des solistes de l'Orchestre National:
- Fernand Dufrêne à la flûte
- Jules Goetgheluck au hautbois
- Gaston Hamelin à la clarinette
- René Plessier au basson.

Ce quintette fait plusieurs centaines de concerts à travers le monde et remporte deux fois le prix du disque avec les quintettes de Mozart, Beethoven, Milhaud, Ibert et Hindemith et le sextuor de Poulenc avec Jean Françaix au piano.
Il est professeur de cor à l'école de musique de Bourges pendant 5 ans et à l'école nationale d'Orléans de 1943 à 1951. Professeur et conseiller pour la musique de chambre avec instruments à vent aux Académies d'Eté de Bayreuth et de Salzbourg. Il est chargé de cours pendant 2 ans au Conservatoire National Supérieur de Paris avec Fernand Oubradous.
Il participera très souvent à des jurys, au CNSM de Paris, au recrutement d'instrumentistes dans les orchestres et concours internationaux d'Ancône, de Munich, de Prague, non seulement pour juger les cornistes mais d'autres solistes et chefs d'orchestre. Il a participé 22 fois au Jury du Concours international de jeunes chefs d’orchestre de Besançon.
De 1960 à sa retraite, il fut administrateur des orchestres des Radios Nationales.
Mais tout au long de sa vie, sa grande passion et sa détente furent l'alpinisme à un haut niveau, avec plusieurs ascensions à 4000 m dont certaines avec Bruno Walter. Ce qui l'incita à prendre sa retraite à Besançon où il mourut à 84 ans en 1992.

## Discographie sélective
- Hindemith : Concerto pour cor et orchestre, avec Louis Courtinat (cor), André Cluytens / Orchestre de la Radiodiffusion Française (1952)[2]
- Beethoven : Quintette en mi bémol majeur op. 16 pour piano et instruments à vent, avec le Quintette à vent de l'orchestre national de la Radiodiffusion française (Jules Goetgheluck, hautbois ; Maurice Cliquenois, clarinette ; René Plessier, basson ; Louis Courtinat, cor) ; Jean Françaix, piano, (Pathé Marconi (Paris), 1953)[3]
- Maurice Ravel : Pavane pour une infante défunte, Orchestre National de la RTF, Direction André Cluytens, Cor solo : Louis Courtinat, (Erato, Enregistrements en 1954)[4]